# Jacek Wszoła
Jacek Roman Wszoła  (né le 30 décembre 1956 à Varsovie) est un athlète polonais, spécialiste du saut en hauteur.

## Palmarès
Wszola amorça sa carrière internationale par un succès aux championnats d'Europe juniors d'Athènes de 1975 et créa la surprise, l'année suivante, en battant le favori Dwight Stones, mais également à cette occasion, le record olympique de la spécialité [1].

### Jeux olympiques d'été
- Jeux olympiques d'été de 1976 à Montréal ( Canada)
  -  Médaille d'or au saut en hauteur
- Jeux olympiques d'été de 1980 à Moscou ( Union soviétique)
  -  Médaille d'argent au saut en hauteur

### Championnats d'Europe d'athlétisme
- Championnats d'Europe d'athlétisme de 1974 à Rome ( Italie)
  - 5e au saut en hauteur
- Championnats d'Europe d'athlétisme de 1978 à Prague ( Tchécoslovaquie)
  - 6e au saut en hauteur

### Championnats d'Europe d'athlétisme en salle
- Championnats d'Europe d'athlétisme en salle de 1977 à Saint-Sébastien ( Espagne)
  -  Médaille d'or au saut en hauteur
- Championnats d'Europe d'athlétisme en salle de 1978 à Milan ( Italie)
  - 7e au saut en hauteur
- Championnats d'Europe d'athlétisme en salle de 1980 à Sindelfingen ( Allemagne de l'Ouest)
  -  Médaille d'argent au saut en hauteur

## Records
- Record du monde avec 2.35 m le 25 mai 1980 lors du Meeting d'Eberstadt, c'est-à-dire un centimètre de plus que le record précédent de Vladimir Yashchenko. Le nouveau record sera égalé par Dietmar Mögenburg le 26 mai 1980, puis battu par Gerd Wessig le 1er août 1980.
- Record olympique avec 2,25 m aux J.O. de 1976.